# Raffaele Scorzoni
Raffaele Scorzoni (Bologna, 28 aprile 1902 – Bologna, 8 luglio 1975) è stato un arbitro di calcio italiano.

## Biografia
Iniziò ad arbitrare nel 1921.
Diresse, tra il 1930 e il 1943, 251 gare di Serie A (comprendendo anche il campionato di Divisione Nazionale 1945-1946); nel 1938 fu insignito del Premio Giovanni Mauro come migliore arbitro italiano della stagione.
A livello internazionale diresse la partita tra Polonia e Ungheria (3-0) del torneo calcistico agli XI Giochi Olimpici, disputati nel 1936 a Berlino. Tra il 1938 e il 1941 diresse anche altri cinque incontri.
Esordì in Serie A a ventotto anni, il 13 aprile 1930, arbitrando l'incontro tra Pro Vercelli e Triestina.
Fu presidente della sezione AIA di Bologna tra il 1954 e il 1959. Ricoprì inoltre numerosi incarichi a livello federale.
Morì a Bologna l'8 luglio 1975.